# Campbellsville
Campbellsville – miasto w Stanach Zjednoczonych, w stanie Kentucky, w hrabstwie Taylor.